# Bayerische Maximiliansbahn
De Bayerische Maximiliansbahn is een staatsspoorlijn die loopt van een spoorlijn tussen Ulm in de deelstaat Baden-Württemberg en de Oostenrijkse grens bij Kufstein en bij Salzburg. De lijn, die tussen 1840 en 1860 is aangelegd, is genoemd naar Maximiliaan II van Beieren. De lijn bestaat uit de volgende delen:
- Spoorlijn Ulm - München
- Spoorlijn München - Lenggries
- Spoorlijn Holzkirchen - Rosenheim

Bij Rosenheim splitst de lijn zich in de 
- Spoorlijn Rosenheim - Salzburg
- Spoorlijn Rosenheim - Kufstein

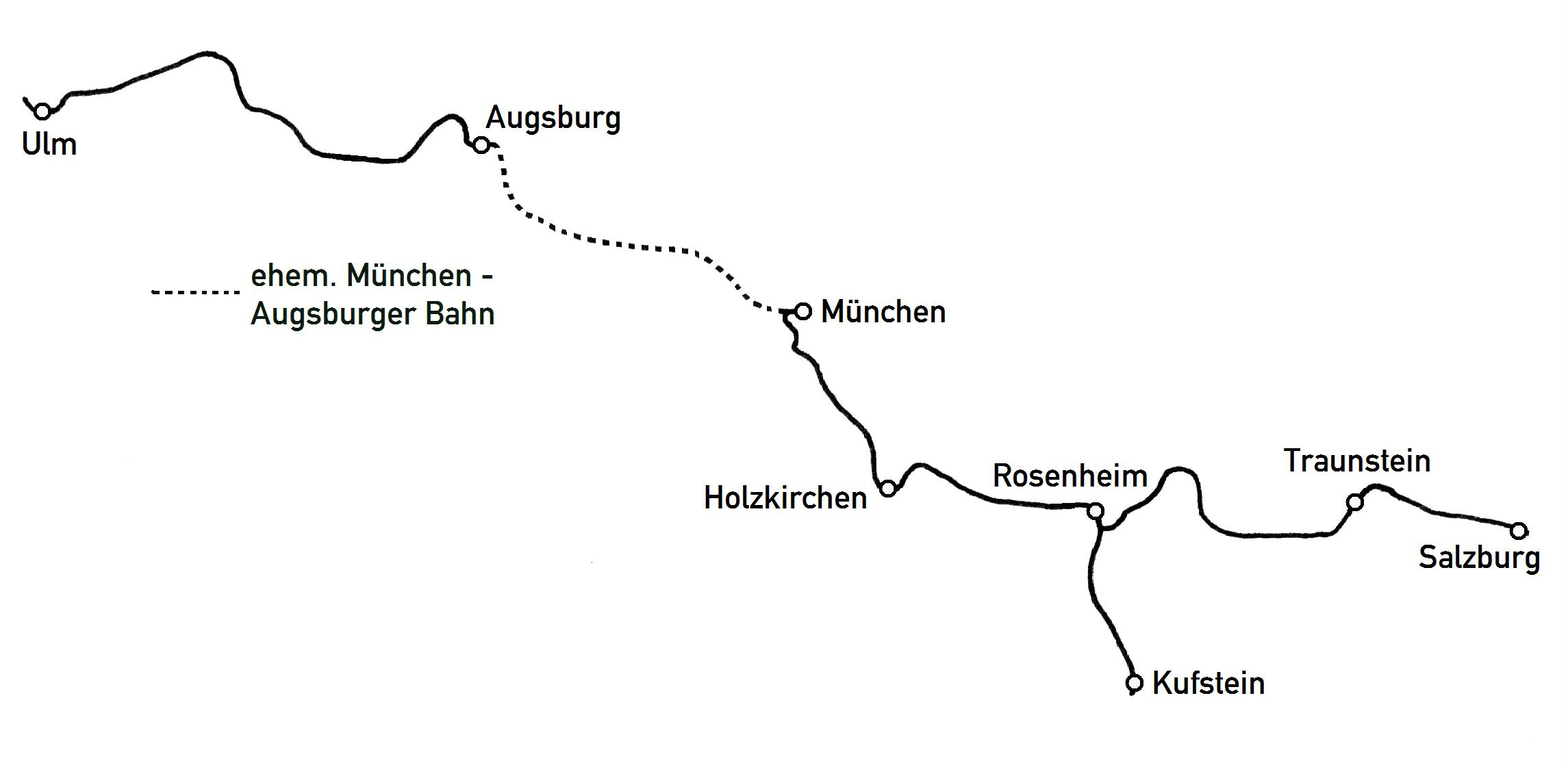
Kaart Max-Bahn